# Christie Rampone
Christie Patricia Rampone, flicknamn: Pearce, född 24 juni 1975 i Fort Lauderdale i Florida, är en amerikansk fotbollsspelare (försvarare), som för närvarande spelar för magicJack i den amerikanska proffsligan för damfotboll. Hon spelar i USA:s landslag där hon också är lagkapten. 